# Matthias Schmidt-Ohlemann
Matthias Schmidt-Ohlemann (* 1951 in Münster) ist ein deutscher Arzt für Orthopädie.

## Leben und Wirken
Schmidt-Ohlemann studierte Medizin und Soziologie. Im Jahr 1983 wurde er promoviert. Es absolvierte seine Ausbildung zum Facharzt für Orthopädie in Schwerte, Bad Homburg und Frankfurt. Seit 1987 leitet er das Rehabilitationszentrum Bethesda der kreuznacher diakonie. Ferner ist er Landesarzt für Körperbehinderte in Rheinland-Pfalz und seit 2008 Vorsitzender der Deutschen Vereinigung für Rehabilitation. 
Für seine Verdienste wurde er im Dezember 2013 mit dem Bundesverdienstkreuz am Bande der Bundesrepublik Deutschland ausgezeichnet.

## Schriften (Auswahl)
- Regionalisierung und soziale Netzwerke. Für eine regional orientierte Differenzierung und Verstärkung wohnortnaher Hilfsangebote für Menschen mit Körperbehinderungen. VEERB, Stuttgart 1994, ISBN 3-9802352-5-4 (zusammen mit Lothar Bastian und Ernst Rabenstein).